# イドンナップ岳
イドンナップ岳（イドンナップだけ）は、北海道の新冠郡新冠町と日高郡新ひだか町の2町にまたがる標高1,752mの山である。北海道百名山及び北海道の百名山に選定されている。

## 概要
日高山脈西部、春別岳（1,855m）から西に伸びる支稜線上に位置する。山頂から南西側に700mほど離れた標高1747.2m地点に二等三角点「糸納峰」が設置されている。さらに三角点から南西側に800mほど離れた所には新冠富士（1,667m）と呼ばれるピークがある。新冠富士北西側の尾根には無名の沼がある。
山名はイドンナップ川からついたとされるが、川の名前についてはアイヌ語で複数の説がある。
- 「イドンナップ」は「蟻」を意味し、蟻が多かったことからついた説[2]。
- イドンナップ川の地形から、「岬・ある・川」を意味する「イトンナイ」の河口、「イトンナイプツ」からついた説[3]。
- 残雪期に十勝側からナメワッカ岳、イドンナップ岳、新冠富士を経て日高の各地へ行く道があったと言われ、その道の所に向かう川が「e- ru or -na -i(/p)（その頭・道・の所・の方の・もの（川））」と呼ばれそれが転訛したという説[3]。

新冠富士は新冠市街地から遠望できることから名がついたという。

## 登山
新冠ポロシリ山岳会により登山道整備がされている。
新冠湖にそそぐサツナイ沢右岸からスタートし、徒渉をしながら沢沿いを歩く。途中でサツナイ沢から別の沢を登り尾根へと至る。尾根を登り新冠富士で支稜線上へ出て北東方向に進むとイドンナップ岳山頂へ至る。道中はアップダウンの急登が多くロープが複数個所設置されているほか、藪漕ぎを強いられる箇所もある。